# Tyúktaréj

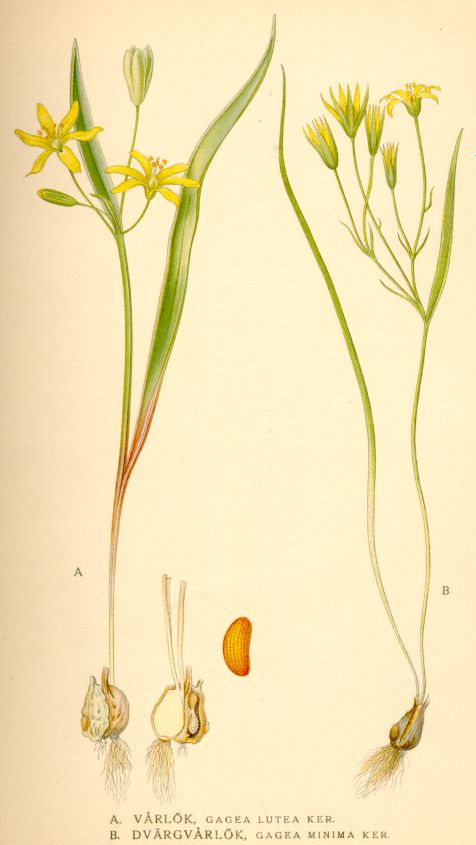
Sárga tyúktaréj és apró tyúktaréj

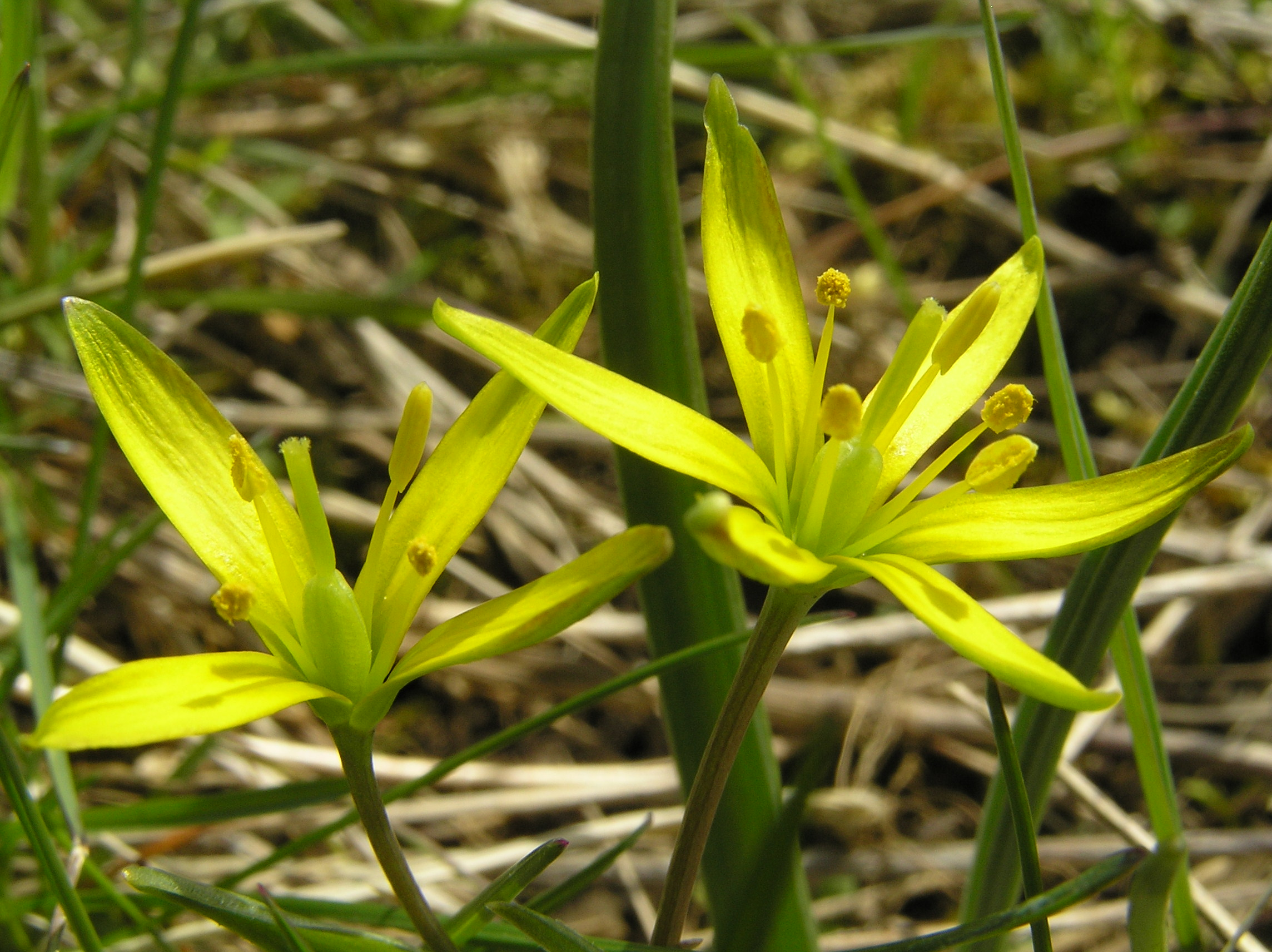
Mezei tyúktaréj

A tyúktaréj (Gagea) a liliomfélék családjába tartozó növénynemzetség. Több mint kétszáz faja Eurázsiában, Észak-Afrikában és Észak-Amerikában honos.

## Leírása
A tyúktaréjok apró, kora tavasszal virágzó, hagymás, évelő növények. Leveleik erősen megnyúltak, vékonyak, lándzsásak. Viráguk csillagszerű, többnyire sárga (aranysárga vagy zöldessárga), hatszirmú, hatporzós.
Biodiverzitásának központja Közép-Ázsiában és a mediterrán térségben van. Európában 23, Magyarországon 6 (a pusztai tyúktaréjjal együtt 7) faja él. Észak-Amerikában egy faj képviseli.

### Fajok
A nemzetséget 1806-ban írta le Richard Anthony Salisbury. Latin nevét Sir Thomas Gage angol természetbúvárról kapta.
Újabban a Lloydia nemzetség fajainak többségét is a Gageákhoz sorolják. 
- Gagea afghanica A.Terracc.
- Gagea aipetriensis Levichev
- Gagea alashanica Y.Z.Zhao & L.Q.Zhao
- Gagea alberti Regel
- Gagea alexeenkoana Miscz.
- Gagea alexejana Kamelin ex Levichev
- Gagea alexii Ali & Levichev
- Gagea algeriensis (Chabert) Chabert ex Batt.
- Gagea alii Levichev
- Gagea altaica Schischk. & Sumnev.
- Gagea ancestralis Levichev
- Gagea angelae Levichev & Schnittler
- Gagea angrenica Levichev
- Gagea anisopoda Popov
- Gagea artemczukii Krasnova
- Gagea azutavica Kotukhov
- Gagea baluchistanica Levichev & Ali
- Gagea baschkyzylsaica Levichev
- Gagea bashoensis Ali
- Gagea bergii Litv.
- Gagea bezengiensis Levichev
- Gagea bithynica Pascher
- Gagea bohemica (Zauschn.) Schult. & Schult.f. (syn. G. fistulosa) Cseh tyúktaréj
- Gagea bornmuelleriana Pascher
- Gagea bowes-lyonii Levichev
- Gagea brevistolonifera Levichev
- Gagea bulbifera (Pall.) Salisb.
- Gagea caelestis Levichev
- Gagea calantha Levichev
- Gagea calcicola Zarrei & Wilkin
- Gagea calyptrifolia Levichev
- Gagea capillifolia Vved.
- Gagea capusii A.Terracc.
- Gagea caroli-kochii Grossh.
- Gagea chabertii A.Terracc.
- Gagea chanae Grossh.
- Gagea charadzeae Davlian.
- Gagea chinensis Y.Z.Zhao & L.Q.Zhao
- Gagea chitralensis S.Dasgupta & D.B.Deb
- Gagea chlorantha (M.Bieb.) Schult. & Schult.f.
- Gagea chloroneura Rech.f.
- Gagea chomutovae (Pascher) Pascher
- Gagea chrysantha (Jan) Schult. & Schult.f.
- Gagea circumplexa Vved.
- Gagea commutata K.Koch
- Gagea confusa A.Terracc.
- Gagea cuneata Levichev & Murtaz.
- Gagea czatkalica Levichev
- Gagea daghestanica Levichev & Murtaz.
- Gagea daqingshanensis L.Q.Zhao & Jie Yang
- Gagea davlianidzeae Levichev
- Gagea dayana Chodat & Beauverd
- Gagea delicatula Vved.
- Gagea deserticola Levichev
- Gagea divaricata Regel
- Gagea drummondii Levichev & Ali
- Gagea dschungarica Regel
- Gagea dubia A.Terracc.
- Gagea durieui Parl. ex Trab.
- Gagea eleonorae Levichev
- Gagea elliptica (A.Terracc.) Prain
- Gagea exilis Vved.
- Gagea extremadurensis M.Gut. & F.M.Vázquez
- Gagea fedtschenkoana Pascher
- Gagea ferganica Levichev
- Gagea fibrosa (Desf.) Schult. & Schult.f.
- Gagea filiformis (Ledeb.) Kar. & Kir.
- Gagea flavonutans (H.Hara) Zarrei & Wilkin
- Gagea foliosa (C.Presl) Schult. & Schult.f.
- Gagea gageoides (Zucc.) Vved.
- Gagea germainae Grossh.
- Gagea glacialis K.Koch
- Gagea glaucescens Levichev
- Gagea goljakovii Levichev
- Gagea gracillima Pamp.
- Gagea graeca (L.) Irmsch.
- Gagea graminifolia Vved.
- Gagea granatellii (Parl.) Parl.
- Gagea granulosa Turcz.
- Gagea grey-wilsonii Rech.f.
- Gagea gymnopoda Vved.
- Gagea gypsacea Levichev
- Gagea helenae Grossh.
- Gagea hiensis Pascher
- Gagea hissarica Lipsky
- Gagea humicola Levichev
- Gagea huochengensis Levichev
- Gagea ignota Levichev
- Gagea incrustata Vved.
- Gagea intercedens Pascher
- Gagea iranica Zarrei & Zarre
- Gagea jaeschkei Pascher
- Gagea japonica Pascher
- Gagea jensii Levichev & Schnittler
- Gagea jispensis Ali & Levichev
- Gagea joannis Grossh.
- Gagea juliae Pascher
- Gagea kamelinii Levichev
- Gagea kneissea J.Thiébaut
- Gagea kopetdagensis Vved.
- Gagea kunawurensis (Royle) Greuter
- Gagea kuraiensis Levichev
- Gagea kuraminica Levichev
- Gagea lacaitae A.Terracc.
- Gagea leosii Ali & Levichev
- Gagea libanotica (Hochst.) Greuter. syn Lloydia rubroviridis
- Gagea liotardii (Sternb.) Schult. & Schult.f.
- Gagea lojaconoi Peruzzi
- Gagea longiscapa Grossh.
- Gagea ludmilae Levichev
- Gagea lusitanica A.Terracc.
- Gagea lutea (L.) Ker Gawl. Sárga tyúktaréj
- Gagea luteoides Stapf
- Gagea maeotica Artemczuk
- Gagea marchica Henker
- Gagea menitskyi Levichev
- Gagea mergalahensis Ali & Levichev
- Gagea michaelis Golosk.
- Gagea micrantha (Boiss.) Pascher
- Gagea minima (L.) Ker Gawl. Apró tyúktaréj
- Gagea minutiflora Regel
- Gagea minutissima Vved.
- Gagea multipedunculifera Levichev
- Gagea nabievii Levichev
- Gagea nakaiana Kitag.
- Gagea neopopovii Golosk.
- Gagea nevadensis Boiss.
- Gagea noltiei Peruzzi. syn Lloydia delicatula
- Gagea novoascanica Klokov
- Gagea olgae Regel
- Gagea paedophila Vved.
- Gagea pakistanica Levichev & Ali
- Gagea paniculata Levichev
- Gagea pauciflora (Turcz. ex Trautv.) Ledeb.
- Gagea pedata Levichev
- Gagea peduncularis (C.Presl) Pascher
- Gagea podolica Schult. & Schult.f.
- Gagea polymorpha Boiss.
- Gagea popovii Vved.
- Gagea praemixta Vved.
- Gagea pratensis (Pers.) Dumort. Mezei tyúktaréj
- Gagea pseudominutiflora Levichev
- Gagea punjabica Levichev & Ali
- Gagea pusilla (F.W.Schmidt) Sweet Kis tyúktaréj
- Gagea quasitenuifolia Levichev
- Gagea quettica Levichev & Ali
- Gagea rawalpindica Levichev & Ali
- Gagea reinhardii Levichev
- Gagea reticulata (Pall.) Schult. & Schult.f.
- Gagea reverchonii Degen
- Gagea rigida Boiss. & Spruner
- Gagea robusta Zarrei & Wilkin
- Gagea rubicunda Meinsh.
- Gagea rubinae Ali
- Gagea rufidula Levichev
- Gagea rupicola Levichev
- Gagea sarmentosa K.Koch
- Gagea sarysuensis Murz.
- Gagea schachimardanica Levichev
- Gagea schugnanica Levichev & Navruzsh.
- Gagea scythica Artemczuk
- Gagea serotina (L.) Ker Gawl. (syn. Lloydia serotina)
- Gagea setifolia Baker
- Gagea shmakoviana Levichev
- Gagea sicula Lojac.
- Gagea siphonantha Rech.f.
- Gagea sivasica Hamzaoglu
- Gagea soleirolii F.W.Schultz
- Gagea spathacea (Hayne) Salisb. Fiókás tyúktaréj
- Gagea spumosa Levichev
- Gagea staintonii Rech.f.
- Gagea stepposa L.Z.Shue
- Gagea subtilis Vved.
- Gagea subtrigona J.-M.Tison
- Gagea sulfurea Miscz.
- Gagea szovitsii (Láng) Besser ex Schult. & Schult.f. Pusztai tyúktaréj nem elismert faj, a G. bohemica szinonimája
- Gagea tadshikistanica Levichev
- Gagea takhtajanii Levichev
- Gagea talassica Levichev
- Gagea taschkentica Levichev
- Gagea taurica Steven
- Gagea tenera Pascher
- Gagea tenuissima Miscz.
- Gagea tesquicola Krasnova
- Gagea tisoniana Peruzzi
- Gagea toktogulii Levichev
- Gagea toppinii S.Dasgupta & D.B.Deb
- Gagea transversalis (Pall.) Steven
- Gagea triflora (Ledeb.) Schult. & Schult.f.
- Gagea trinervia (Viv.) Greuter
- Gagea turanica Levichev
- Gagea ucrainica Klokov
- Gagea ugamica Pavlov
- Gagea ulazsaica Levichev
- Gagea uliginosa Siehe & Pascher
- Gagea utriculosa Levichev
- Gagea vaginata Pascher
- Gagea vegeta Vved.
- Gagea villosa (M.Bieb.) Sweet Vetési tyúktaréj
- Gagea villosula Vved.
- Gagea vvedenskyi Grossh.
- Gagea wallichii Levichev & Ali
- Gagea wendelboi Rech.f.
- Gagea xiphoidea Levichev

A Lloydia nemzetség egyes tagjainak hovatartozása egyelőre nem eldöntött:
- Lloydia delavayi Franch.
- Lloydia ixiolirioides Baker ex Oliv.
- Lloydia longiscapa Hook.
- Lloydia oxycarpa Franch.
- Lloydia tibetica Baker ex Oliv.
- Lloydia yunnanensis Franch.

## Fordítás
- Ez a szócikk részben vagy egészben  a   Gagea című angol Wikipédia-szócikk ezen változatának fordításán alapul.  Az eredeti cikk szerkesztőit annak laptörténete sorolja fel. Ez a jelzés csupán a megfogalmazás eredetét és a szerzői jogokat jelzi, nem szolgál a cikkben szereplő információk forrásmegjelöléseként.